# Last Fair Deal Gone Down
Last Fair Deal Gone Down è il quinto album in studio del gruppo musicale svedese Katatonia, pubblicato l'8 maggio 2001 dalla Peaceville Records.

## Tracce
Testi di Jonas Renkse, musiche di Anders Nyström, eccetto dove indicato.
1. Dispossession – 5:33
2. Chrome – 5:11 (musica: Anders Nyström, Fred Norrman)
3. We Must Bury You – 2:48
4. Teargas – 3:22
5. I Transpire – 5:54 (musica: Anders Nyström, Fred Norrman)
6. Tonight's Music – 4:17 (musica: Anders Nyström, Jonas Renkse)
7. Clean Today – 4:22
8. The Future of Speech – 5:38 (musica: Anders Nyström, Fred Norrman)
9. Passing Bird – 3:35 (musica: Anders Nyström, Jonas Renkse)
10. Sweet Nurse – 3:53 (Anders Nyström)
11. Don't Tell a Soul – 5:42 (musica: Anders Nyström, Fred Norrman)

Tracce bonus nella riedizione del 2004
1. Sulfur – 6:22
2. March 4 – 3:51
3. Help Me Disappear – 5:13

## Formazione
Gruppo
- Jonas Renkse – voce, cori
- Anders Nyström – chitarra ritmica e solista, mellotron
- Fred Norrman – chitarra ritmica e solista
- Daniel Liljekvist – batteria
- Mattias Norrman – basso

Produzione
- Tomas Skogsberg – produzione, missaggio, ingegneria del suono
- Jocke Petterson – produzione, missaggio, ingegneria del suono
- Katatonia – produzione, missaggio, ingegneria del suono
- Peter In de Betou – mastering, montaggio